# Termes romanes de Sant Boi

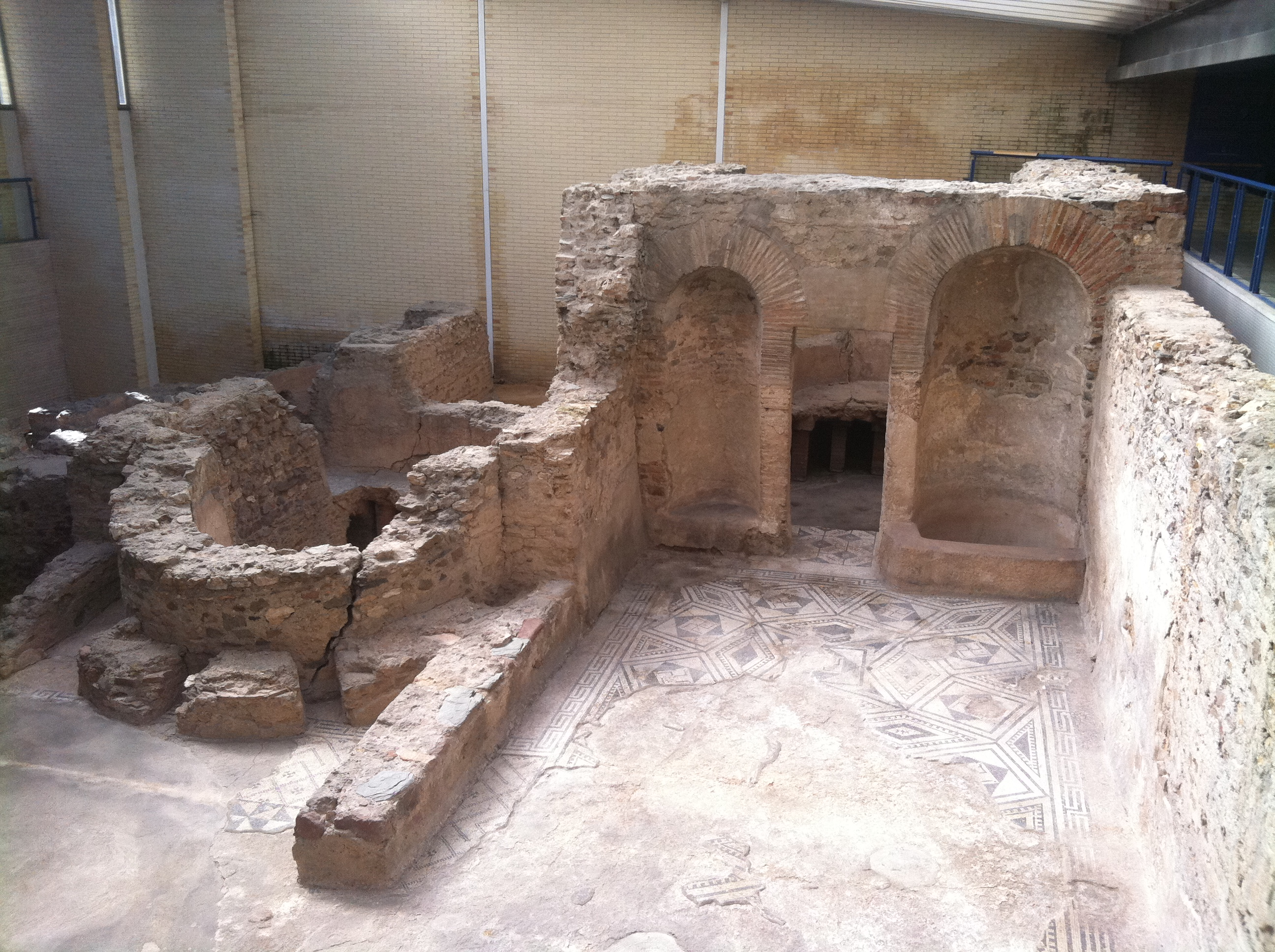
Termes Romanes de Sant Boi de Llobregat

Les termes romanes de Sant Boi són un conjunt de cambres de bany dotades d'un sofisticat sistema de calefacció.
A les termes públiques hi tenien lloc, a banda del bany, activitats com l'esport, tractaments d'estètica, el joc o negocis. Les termes romanes de Sant Boi eren privades i formaven part de l'àmbit domèstic d'una vila romana.
Aquestes termes situades a l'actual municipi de Sant Boi de Llobregat estaven formades per dos cossos d'edificació paral·lels: L'un contenia les cambres fredes: l'apodyterium o el vestidor, el frigidarium o sala freda i la cella piscinalis (piscina d'aigua freda).
L'altre albergava les cambres calentes: tepidarium o sala tèbia, sudatorium o sala de bany de vapor i caldarium o sala de bany calent.
Amb el descobriment dels banys també es va localitzar un centre de producció d'àmfores sobre el frigidarium.

## Restauració de les Termes Romanes
L'11 de setembre de 1998 s'inauguren les obres de restauració de les Termes de Sant Boi de Llobregat, un dels equipaments més emblemàtics del Museu Municipal.
Poc després del seu descobriment, el 1953, es duen a terme diverses intervencions per part de la Diputació de Barcelona, ja que havien sigut demanades per l'Ajuntament. És aleshores quan es fan les primeres consolidacions i restauracions a l'edifici, dutes a terme entre el 1956 i el 1975 pel Servei de Catalogació i Conservació de Monuments.
Hi ha una segona fase de treballs, iniciada el 1989, els quals van desvetllar la data de fundació del monument, cap al 200 dC, que la podem relacionar amb conjunts termals coetanis dels Balcans i del curs baix del Danubi, cosa que va demostrar, una vegada més, l'extraordinària fluïdesa de la circulació d'homes i d'idees a través de l'Imperi Romà.